# Evaldas Gustas

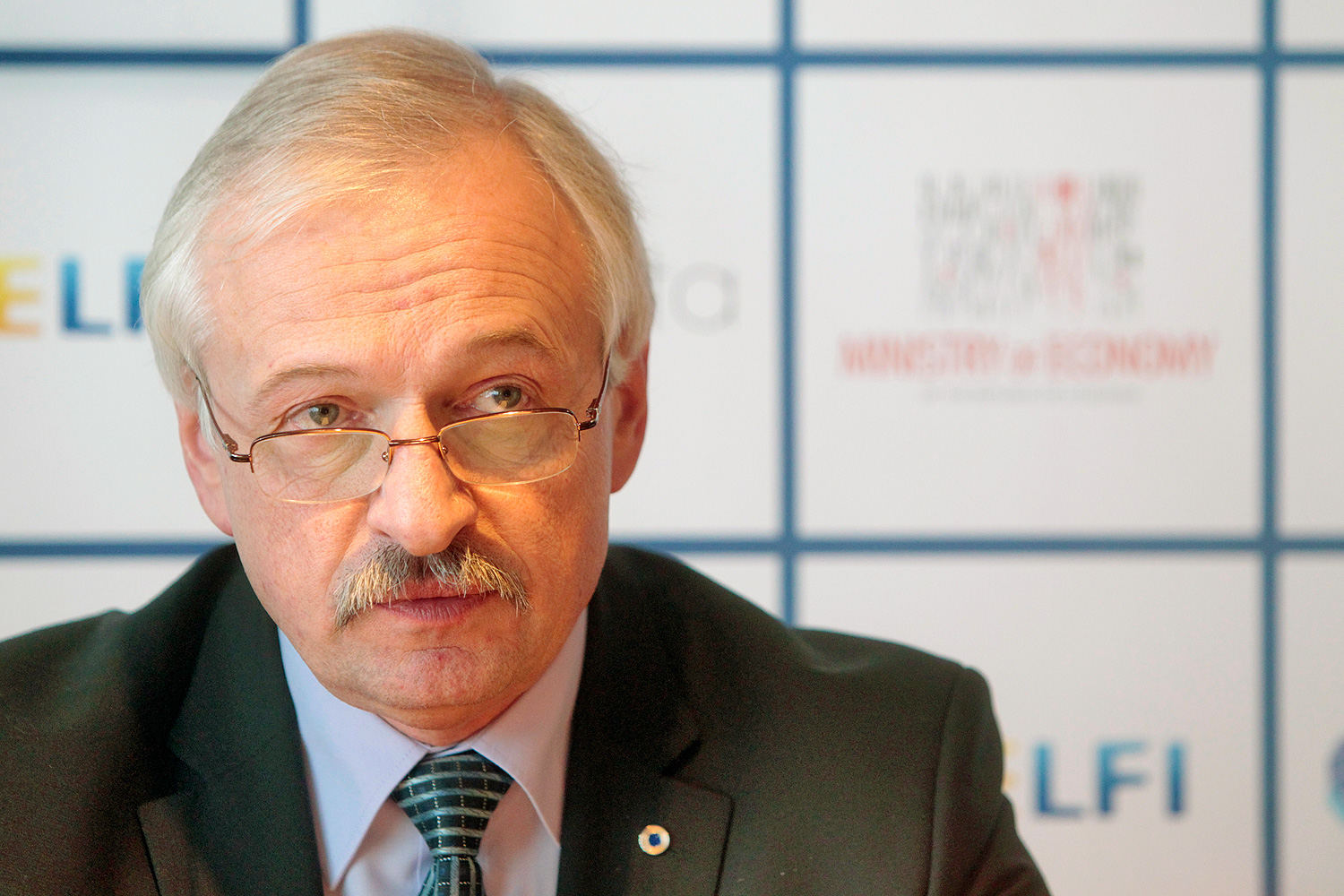
Evaldas Gustas (2014)

Evaldas Gustas (* 1. April 1959 in Pasvalys) ist ein litauischer sozialdemokratischer Politiker, Agrarvizeminister seit 2018, ehemaliger Wirtschaftsminister und Vizeminister (Innen).

## Leben
Nach dem Abitur von 1966 bis 1977 an der 9. Mittelschule Šiauliai absolvierte er von 1977 bis 1982 das Diplomstudium der Elektrotechnik an der Fakultät für Automatik am Kauno politechnikos institutas und 2000 das Masterstudium der Verwaltung an der Kauno technologijos universitetas.
Von 1982 bis 1986 war er Leiter der Abteilung von Komsomol in Kaunas, von 1989 bis 1990 Instruktor der Lietuvos komunistų partija. Von 1995 bis 2000 und von 2003 bis 2005 war er Mitglied im Rat der Stadtgemeinde Kaunas. 2001 arbeitete er in der Lietuvos bankas. Von 2001 bis 2003 war er stellvertretender Innenminister Litauens, von 2003 bis 2009 Staatssekretär, von 2009 bis 2013 Kanzler am Innenministerium. Vom 11. Juni 2013 bis zum 13. Dezember 2016 war er Wirtschaftsminister Litauens im Kabinett Butkevičius. Seit Juli 2018 ist er stellv. Agrarminister im Kabinett Skvernelis; er wurde von Minister Surplys ernannt.
Ab 1990 war Gustas Mitglied der LDDP. seit 2001 ist er Mitglied der Lietuvos socialdemokratų partija.

## Familie
Gustas ist verheiratet. Mit Frau Rolanda hat er die Tochter Justė.